# 고종 독살설
고종 독살설(高宗毒殺說)은 대한제국 고종이 1919년 1월 21일 사망한 원인이 일제의 사주로 인한 독살이었다는 주장이다. 이는 윌슨의 민족자결주의, 김규식의 파리강화회의 참석과 함께 후일 2·8 독립 선언과 3·1 만세 운동에 영향을 준 하나의 동인이 되었다.

## 개설
고종은 1월 21일 아침 6시에 덕수궁에서 사망했는데, 뇌일혈 또는 심장마비가 사인이라는 자연사설이 있는 반면, 그날 아침 한약, 식혜, 또는 커피 등을 마신 뒤 이들 음료에 들어 있던 독 때문에 사망했다는 주장이 있는 것이다.
고종의 시신을 염했던 사람의 증언에 의하면 시신이 사후 1~2일 밖에 안되었을때도 심하게 부풀어져있었고 이가 이미 다 빠져있는 등 부패가 정상인보다 훨씬 빠르게 진행이 되었다고 하는데  이부분은 독극물 중독을 의심하게 하는 대목이 아닐 수 없다.
무관 출신 한진창은 고종이 독살되었다고 확신하였다. 그리고 한진창은 자신의 누나 한진숙의 시조카 윤치호에게 고종이 독살되었을 것이라는 말을 전했다.
윤치호는 자신이 한진창에게 들은 내용을 1920년 10월 13일자 일기에 기록해 놓았다. 윤치호와 한진창에 의하면
1. 이상적이라 할 만큼 건강하던 고종황제가 식혜를 마신지 30분도 안되어 심한 경련을 일으키다가 죽어갔다.
2. 고종 황제의 팔다리가 1~2일 만에 엄청나게 부어올라서, 사람들이 황제의 통넓은 한복 바지를 벗기기 위해 바지를 찢어야만 했다.
3. 민영달과 몇몇 인사는 약용 솜으로 고종황제의 입안을 닦아내다가, 황제의 이가 모두 구강 안에 빠져 있고 혀는 닳아 없어졌다는 사실을 발견했다.
4. 30센티 미터가량 되는 검은 줄이 목 부위에서부터 복부까지 길게 나 있었다.
5. 고종황제가 승하한 직후에 2명의 궁녀가 의문사했다.고 했다.

윤치호는 한진창 역시 고종독살설을 다른 사람에게 전해들었는데, 민영휘, 나세환, 강석호(내관) 등과 함께 시신의 염을 한 민영달이 한진창에게 이 내용들을 말해주었다고 했다.
고종 독살설은 당대에 크게 떠돌아 전국적인 규모의 3·1 운동을 불러일으키는 원인 중 하나가 되었다. 1919년의 3·1 운동은 고종의 장례식인 1919년 3월 3일에 맞추어 동시다발적으로 일으킨 독립운동이다.
일제강점기인 1945년까지는 이를 조사할 수 있는 기회가 없었고, 그 이후로도 공식 조사된 바 없어 명확한 사실은 드러나지 않았다. 고종은 당시 67세로 적지 않은 연령이기도 했다. 그러나 고종은 당시 상당히 건강했다고 한다.
그러나 헤이그 밀사 사건 이후 강제로 양위를 당한 고종이 의병이나 독립 운동 세력에게 상징적 구심점이어서, 독립을 위한 무장봉기를 계획하여 조직된 독립운동단체인 신한혁명단에서 고종황제를 망명시켜서 항일운동을 활성화할 계획도 드러나는 등 일제에게는 부담이 되는 존재였다는 점에서 사실일 개연성은 충분하다고 판단되고 있다. 더구나 고종황제는 덕수궁에서 망국의 한을 씹으면서 가만히 있었던 것이 아니라, 고액의 내탕금으로 지원했다는 설이 있을 정도로 독립운동을 지원하고 있었다.
독살설이 사실일 경우 관련자로서 거론되는 인물은 이완용, 이기용, 한창수, 윤덕영, 민병석, 한상학 등이 있으며, 어의인 안상호도 의심을 받고 있다. 이중 이완용과 이기용은 일제로부터 작위를 수여받은 친일파들로서 특히 이완용은 일본 천황 앞에서 고종을 독살하겠다고 맹세했다는 설이 있으며, 독을 탄 음료를 고종에게 직접 전한 궁녀는 일제에 의해 살해되었다는 소문이 돌았다.

## 기타
영화 《한반도》(강우석, 2006년)에 고종 독살설이 사실로 묘사되어 있다. 하지만 아직은 여러 가지 의혹만 있을 뿐, 사건의 실체가 정확하게 드러난 것은 아니다.

## 항목
- 대한제국 고종
- 명성황후
- 윤치호

## 참고자료
《우리역사 수수께끼》3권/이덕일외 공저/김영사